# Long Distance (chanson)
Pour les articles homonymes, voir Long Distance.
Singles de Brandy
Right Here (Departed)
(2008)
Long Distance est le deuxième single, extrait de l'album Human, de la chanteuse américaine Brandy.

## Clip vidéo
Le clip de "Long Distance" a été tourné le 6 novembre 2008 dans un hôtel de luxe de Los Angeles.

## Classement des ventes
| Pays                                       | Meilleure position |
| ------------------------------------------ | ------------------ |
| États-Unis Billboard Hot R&B/Hip-Hop Songs | 38                 |
| États-Unis Billboard Hot 100               | 124                |
| États-Unis Billboard Hot Dance CLub Play   | 1                  |